# Saint-Amans-du-Pech
Saint-Amans-du-Pech település Franciaországban, Tarn-et-Garonne megyében. Lakosainak száma 232 fő (2022. január 1.). Saint-Amans-du-Pech Beauville, Blaymont, Massels, Massoulès, Roquecor és Saint-Beauzeil községekkel határos.

## Népesség
A település népessége az elmúlt években az alábbi módon változott:
| Lakosok száma | 202  | 203  | 210  | 216  | 222  | 226  | 226  | 228  | 232  |
|               | 2013 | 2015 | 2016 | 2017 | 2018 | 2019 | 2020 | 2021 | 2022 |